# サニー・テリー
サニー・テリー（Sonny Terry、1911年10月24日 - 1986年3月11日）はアメリカ合衆国のブルース、フォークのミュージシャンである。東海岸発祥のピードモント・スタイルを特徴としている。力強いハーモニカのスタイルで知られ、その叫び声を混ぜ込むプレイはフーピング（whooping）と称される。またハーモニカで汽車やキツネ狩りを音を模倣するプレイも特徴的である。

## 来歴
テリーはジョージア州グリーンズボロに生まれた。彼の父親は農業を営んでいたが、テリーの幼少期にブルース・ハープの基本を彼に教えた。テリーは目を負傷し、16歳の頃には農作業ができない状態になっており、音楽を演奏して生計を立てざるを得なかった。テリーは畑を耕す馬に向けて「草競馬」を演奏したが、このことにより、農業の効率が上がったとされる。彼は ノースカロライナ州シェルビーでブルースの演奏をするようになった。父親の死後、彼はピードモント・ブルースのスタイルを持ったギタリスト、ブライド・ボーイ・フラーとプレイするようになった。フラーが1941年に死去すると、彼は長く続くこととなるブラウニー・マギーとの演奏活動を始め、その後フォークウェイズ・レコードなどで多くの作品をレコーディングした。このデュオは、1950年代、1960年代のフォーク・ミュージックのリヴァイヴァルの中で白人の聴衆に知られるようになった。彼らが共演したアーティストの中にはスタイヴ・ホムニック、ウディ・ガスリー、モーゼズ・アッシュがいた。
1938年、テリーはカーネギー・ホールで開催された最初の「フロム・スピリチュアル・トゥ・スウィング」のコンサートに招聘され演奏し、その年の後半にアメリカ議会図書館のためにレコーディングをしている。彼は初めての商業的なレコーディングを1940年に行なった。彼の知られた楽曲の中には蛇に噛まれた男を歌った「Old Jabo」、そして彼の熟練した息継ぎを披露した「Lost John」などがある。
テリー&マギーはピュアなフォーク・アーティストとして白人の聴衆に向けて演奏することで名声を得たが、1940年代には「ブラウニー・マギー・アンド・ヒズ・ジューク・ハウス・ロッカーズ」、「サニー・テリー・アンド・ヒズ・バックショット・ファイヴ」などの名義でサクソフォーンやピアノを入れたジャンプ・ブルースも展開している。
テリーは1947年にはブロードウェイのミュージカル・コメディ『フィニアンの虹（Finian's Rainbo』のオリジナル・キャストであった。1979年にはマギーと共にスティーヴ・マーティンのコメディ『天国から落ちた男（The Jerk）』に出演、テリーはまた1985年のスティーヴン・スピルバーグ監督の映画『カラーパープル（The Color Purple）』にも出演した。テリーは1986年の映画『クロスロード（Crossroads）』のサウンドトラックで、ライ・クーダーとの共演「Walkin' Away Blues」およびロバート・ジョンソンのカバー「Crossroads Blues」を演奏した。
テリーはマギーと共に1982年、米国政府の授与する民族芸術、伝統芸術の最高の栄誉である国立芸術基金（NEA）のナショナル・ヘリテージ・フェローシップ（日本の人間国宝に相当）を受賞した。この年は同賞の設立された年であり、この年の受賞者は、最初の受賞者であった。
テリーは、1986年3月11日、 ニューヨーク州ミネオラにて死去した。死因は自然死とされている。3日後に『クロスロード』の公開を控えての死去であった。彼はこの年ブルースの殿堂入りをしている。

## ディスコグラフィー
- 1955年『Sonny Terry's Washboard Band』(Folkways)
- 1957年『Sonny Terry And His Mouth Harp』(Riverside)
- 1960年『Sonny's Story』(Prestige Bluesville)
- 1961年『Last Night Blues』(Prestige Bluesville) ※ライトニン・ホプキンスとの共演
- 1961年『Sonny Terry's New Sound: The Jawharp in Blues and Folk Music』(Folkways) ※ブラウニー・マギー、J.C.バリスとの共演
- 1963年『Sonny Is King』(Bluesville) ※ブラウニー・マギー参加
- 1963年『Chain Gang: Volume I & II』(Stinton) ※ウディ・ガスリー、アレック・スチュアートとの共演
- 1974年『Robbin' The Grave』(Blue Labor)
- 1984年『Whoopin'』(Alligator) ※ジョニー・ウィンター、ウィリー・ディクスン、スタイヴ・ホムニックとの共演

### ソロ作（コンピレーション）
- 1991年『The Folkways Years, 1944–1963』(Smithsonian Folkways)
- 1995年『Whoopin' The Blues: The Capitol Recordings, 1947–1950』(Capitol)

### ブラウニー・マギーとのデュオ
- 1944年『Songs for Victory: Music for Political Action』(Asch) ※ザ・ユニオン・ボーイズのメンバーとして
- 1952年『Get On Board: Negro Folksongs By The Folkmasters』(Folkways) ※コヤル・マクマハンとの共演*
- 1955年『Brownie McGhee Blues』(Folkways) ※ブラウニー・マギーのソロ名義
- 1958年『Sonny Terry & Brownie McGhee』(Fantasy)
- 1958年『Brownie McGhee and Sonny Terry Sing』(Folkways)
- 1958年『Back Country Blues』(Savoy)
- 1958年『Sonny Terry and Brownie McGhee In London』(Pye Nixa)
- 1959年『Blues With Big Bill Broonzy, Sonny Terry and Brownie McGhee』(Folkways) ※ビッグ・ジョー・ウィリアムズとの共演
- 1960年『Down South Summit Meetin'』(World Pacific) ※ライトニン・ホプキンス、ビッグ・ジョー・ウィリアムズとの共演
- 1960年『Blues Is My Companion』(Columbia)
- 1960年『Blues Is A Story』(World Pacific)
- 1960年『Blues & Folk』(Prestige Bluesville)
- 1960年『Down Home Blues』(Prestige Bluesville)
- 1960年『Just A Closer Walk With Thee』(Fantasy)
- 1960年『Pick A Bale Of Cotton』(Janus)
- 1961年『Blues All Around My Head』(Prestige Bluesville)
- 1961年『Blues In My Soul』(Prestige Bluesville)
- 1961年『Down Home Blues』(Sharp)
- 1961年『Ain't Gonna Study War』(Choice)
- 1962年『At The 2nd Fret』(Prestige Bluesville)
- 1962年『Brownie's Blues』(Prestige Bluesville) ※ブラウニー・マギーのソロ名義
- 1962年『At Sugar Hill』(Fantasy)
- 1962年『Shouts & Blues』(Fantasy)
- 1963年『Blues Hoot Live Recording At The Ash Grove』(Horizon) ※ライトニン・ホプキンス、ビッグ・ジョー・ウィリアムズとの共演
- 1965年『At The Bunkhouse』(Smash)[8]
- 1965年『Home Town Blues』(Mainstream)
- 1965年『Sing And Play』(Society)
- 1967年『Whoopin' The Blues』(Capitol)
- 1969年『Brownie & Sonny』(Everest)
- 1969年『A Long Way From Home』(Bluesway)
- 1973年『I Couldn't Believe My Eyes』(Bluesway) ※アール・フッカーとの共演
- 1973年『Sonny & Brownie』(A&M)
- 1973年『Hootin' And Hollerin'』(Olympic)
- 1973年『Book Of Numbers Original Motion Picture Soundtrack Recording』(Brut)
- 1975年『Brownie McGhee And Sonny Terry』(Storyville)